# 오일러 프로젝트
오일러 프로젝트(Project Euler)는 컴퓨터 프로그램으로 수학 문제를 풀기 위해 만들어진 웹사이트이다. 이 프로젝트는 수학과 컴퓨터 프로그래밍에 흥미를 돋우기 위해 만들어졌다. 2009년 5월, 이 프로젝트는 250개 이상의 다양한 난이도의 문제를 포함하고 있다. 각 문제는 효율적인 알고리즘이라면 현대의 컴퓨터로 1분 내에 풀 수 있다. 새 문제를 2001년부터 주기적으로 추가하고 있다. 문제에 바른 답을 제출한 사용자는 각 문제에 딸린 포럼을 볼 수 있다.로그인 한 사용자는 문제를 푼 수에 따른 고득점자 순위를 볼 수 있다. 25문제를 풀 때마다 레벨이 올라가며, 독특한 앰블럼이 주어진다. 특정 조합의 문제들을 풀면 '상'을 얻을 수도 있다.

## 예제 문제와 풀이
첫 번째 오일러 프로젝트 문제는 다음과 같다.
10 미만의 자연수 중 3과 5의 배수를 나열하면 3, 5, 6, 9가 있습니다. 이 배수의 합은 23입니다.
1000 미만의 자연수 중 3과 5의 배수를 모두 더한 값은 얼마인가요?

이 문제는 일반적인 문제에 비해 훨씬 쉽기 때문에 효율적인 알고리듬을 만드는 잠재적인 차이를 설명하는 데 쓰인다. 조잡한 알고리듬으로는 1000보다 작은 모든 자연수를 검사해 기준을 만족하는 수를 계속 더해 나가면 된다. 이 방법은 다음 서로 다른 언어를 통해 보는 예제와 같이 구현하기 쉽다.
파이썬:
```
print
 
sum
(
x
 
for
 
x
 
in
 
range
(
1
,
 
1000
)
 
if
 
x
%
3
==
0
 
or
 
x
%
5
==
0
)

```

C++:
```
#include
 
<iostream>

using
 
namespace
 
std
;

int
 
main
(
 
)
 
{

  
int
 
sum
 
=
 
0
;

  
for
 
(
int
 
i
 
=
 
0
;
 
i
 
<
 
1000
;
 
i
++
)

    
if
 
(
 
i
 
%
 
3
 
==
 
0
 
||
 
i
 
%
 
5
 
==
 
0
 
)

      
sum
 
+=
 
i
;

  
cout
 
<<
 
sum
 
<<
 
endl
;

  
return
 
0
;

}

```

더 어려운 문제일수록 효율적인 알고리듬은 중요해진다. 이 문제에 대해 포함배제의 원리를 이용하면 1000번의 연산을 하나의 완전한 합 공식으로 바꿀 수 있다.
{\displaystyle sum(n)=\sum _{i=1}^{\lfloor {\frac {n}{3}}\rfloor }3i+\sum _{i=1}^{\lfloor {\frac {n}{5}}\rfloor }5i-\sum _{i=1}^{\lfloor {\frac {n}{15}}\rfloor }15i}
{\displaystyle \sum _{i=1}^{n}ki=k{\frac {(n)(n+1)}{2}}}
파이썬 구현
```
def
 
sum1toN
(
n
):

   
return
 
n
 
*
 
(
n
 
+
 
1
)
 
/
 
2

def
 
sumMultiples
(
limit
,
 
a
):

   
return
 
sum1toN
((
limit
 
-
 
1
)
 
/
 
a
)
 
*
 
a

sumMultiples
(
1000
,
 
3
)
 
+
 
sumMultiples
(
1000
,
 
5
)
 
-
 
sumMultiples
(
1000
,
 
15
)

```

산술 연산당 고정된 시간이 걸린다고 가정하면 대문자 O 표기법에 따르면 조잡하게 풀면 O(n) 이고 효율적인 알고리듬은 O(1)이다.

## 같이 보기
- 오일러의 법칙